# Holland Park
Pour les articles homonymes, voir Holland.
Holland Park désigne un parc public mais aussi une rue et un quartier de Londres, lui-même situé dans le quartier plus vaste de Kensington.

## Situation et accès
L’ensemble est situé dans le district de Kensington et Chelsea.
Le site est desservi au nord par la ligne  Central à la station Holland Park et, au sud-est, par les lignes  Circle  District à la station High Street Kensington.

## Origine du nom

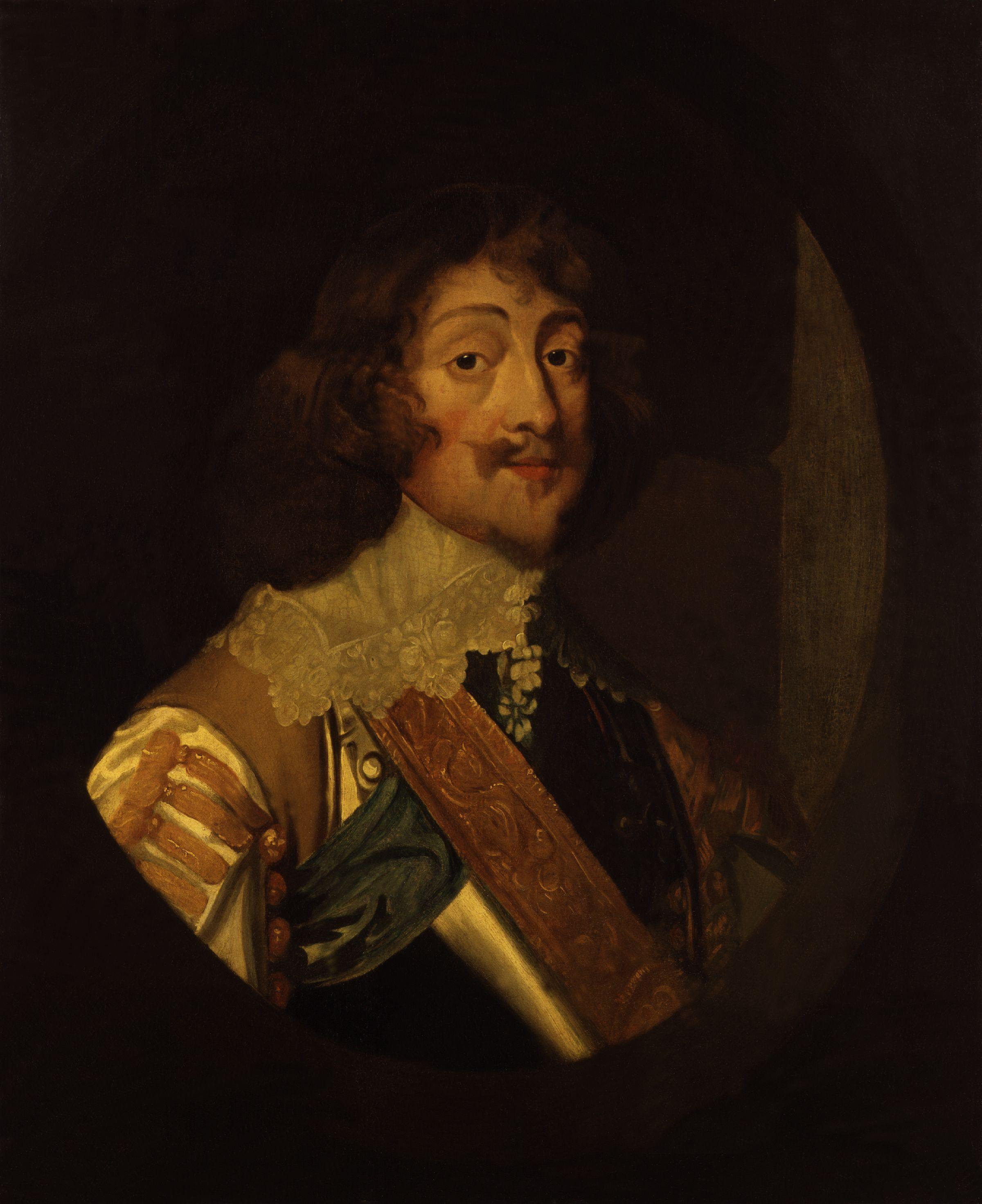
Portrait d’Henry Rich, 1er comte de Holland, par van Dyck, c. 1640.

Le nom du quartier évoque la mémoire des comtes de Holland, dans le Lincolnshire, propriétaires des terres à partir du XVIIe siècle.

## Historique
La zone est longtemps rurale. Les jardins de Holland House, un manoir de type jacobéen construit en 1605, en occupent alors la majeure partie. À la fin du XIXe siècle, les propriétaires du manoir vendent les parties périphériques du jardin, qui sont peu à peu loties. Toute la zone prend alors le nom de la maison. 
De nombreux artistes de renom vivent ici, à la fin du XIXe siècle, formant le Holland Park Circle (en).
L’océanographe William Speirs Bruce (1867-1921) grandit dans le quartier.

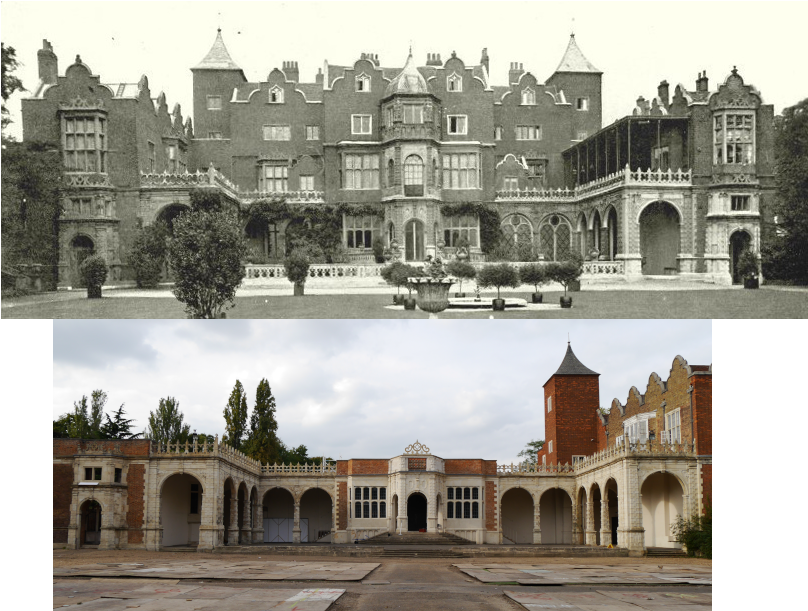
La façade sud de Holland House en 1896 et en 2014.

Holland House est partiellement détruite par des bombes incendiaires le 27 septembre 1940, durant le Blitz. Sa bibliothèques est miraculeusement préservée.

## Holland Park, le parc
Une partie substantielle des jardins a été préservée par le Conseil local. L’actuel parc s’étend sur environ 22 hectares. On y trouve une orangerie, un terrain de cricket, des courts de tennis, un jardin japonais, une auberge de  jeunesse et un des terrains de jeu les mieux équipés de Londres. On y trouve également des écureuils et, chose étonnante dans un parc londonien, des paons.

### Galerie

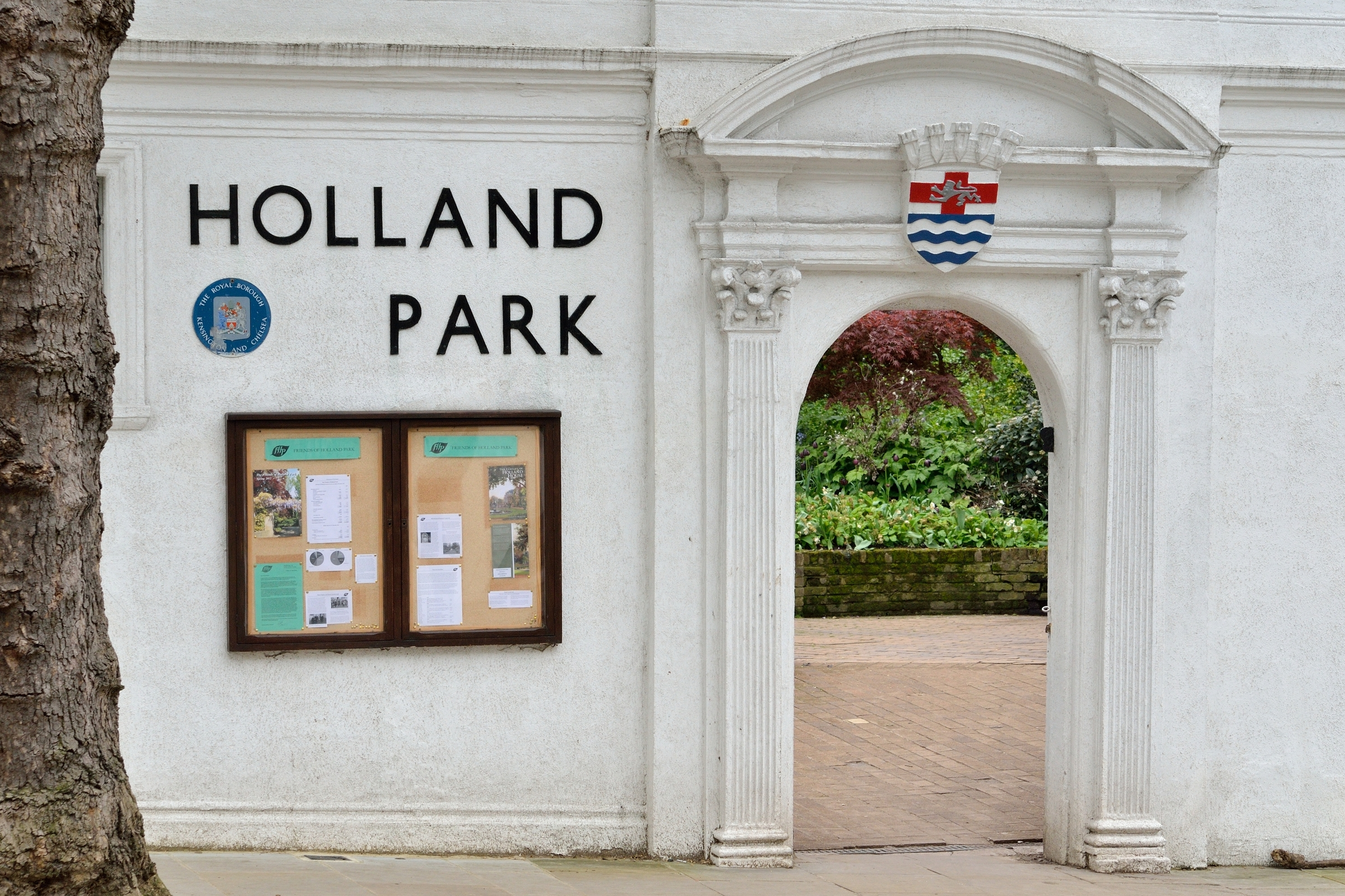
Accès.
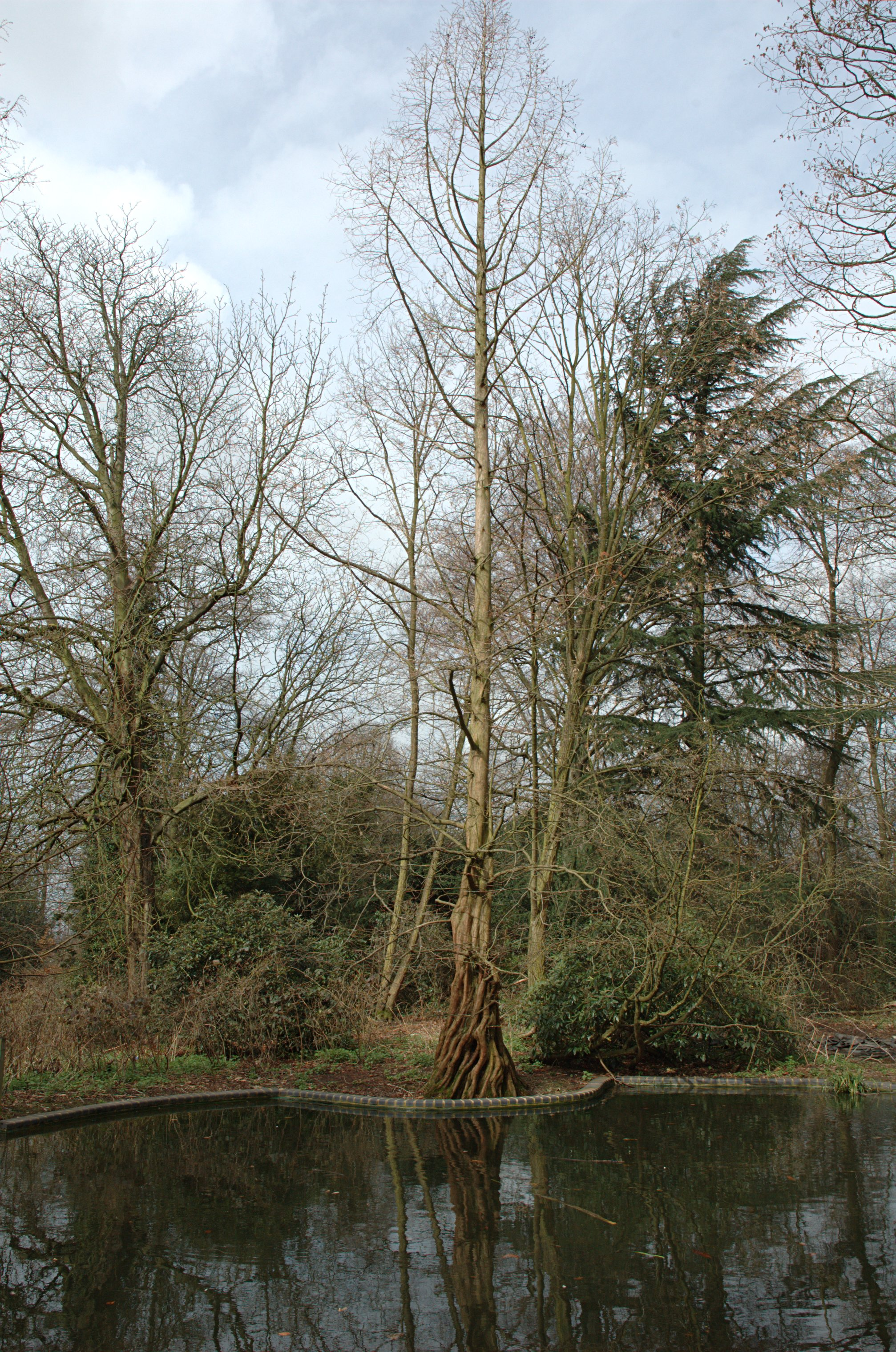
Étang en hiver...
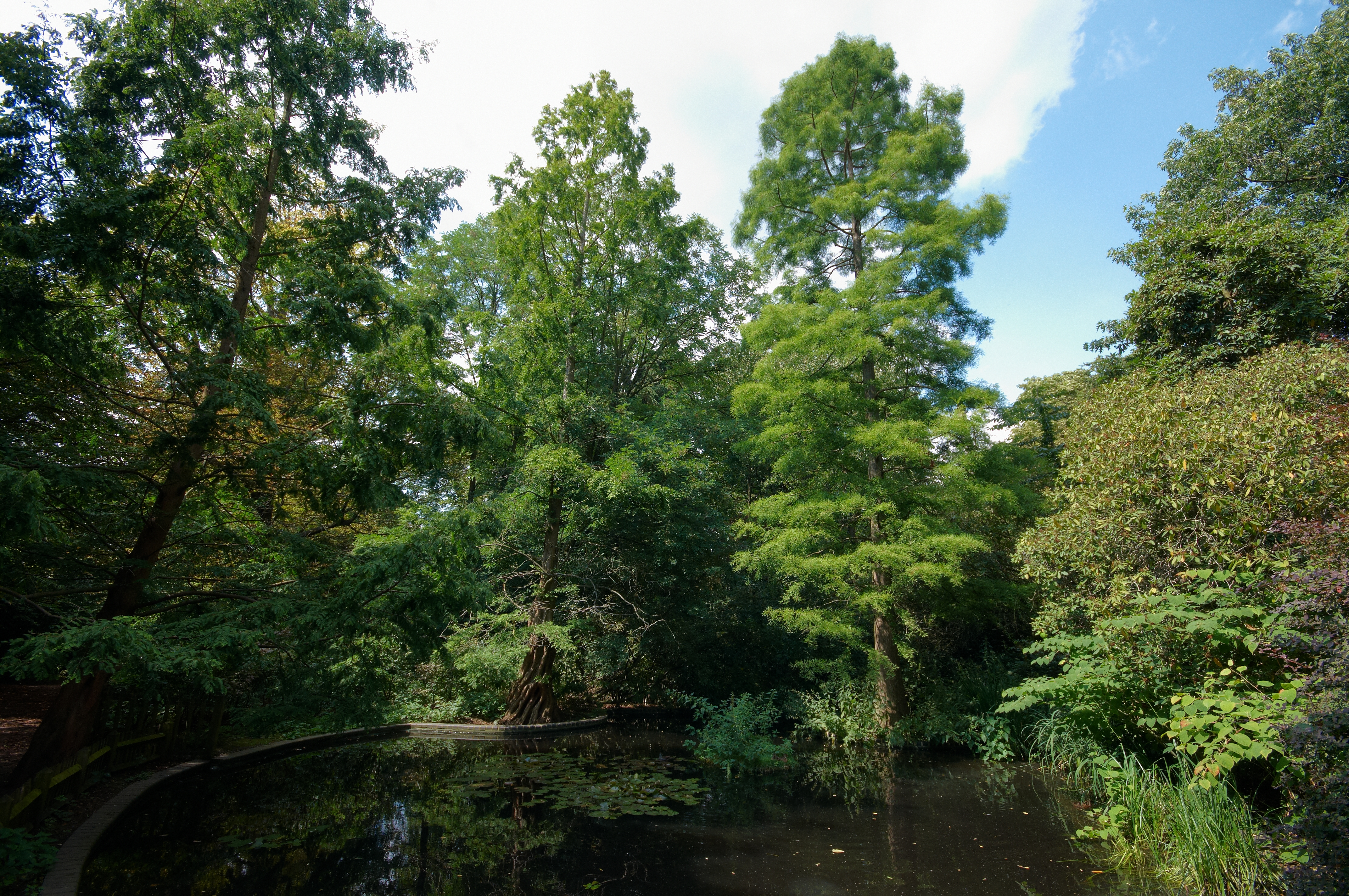
... et en été.
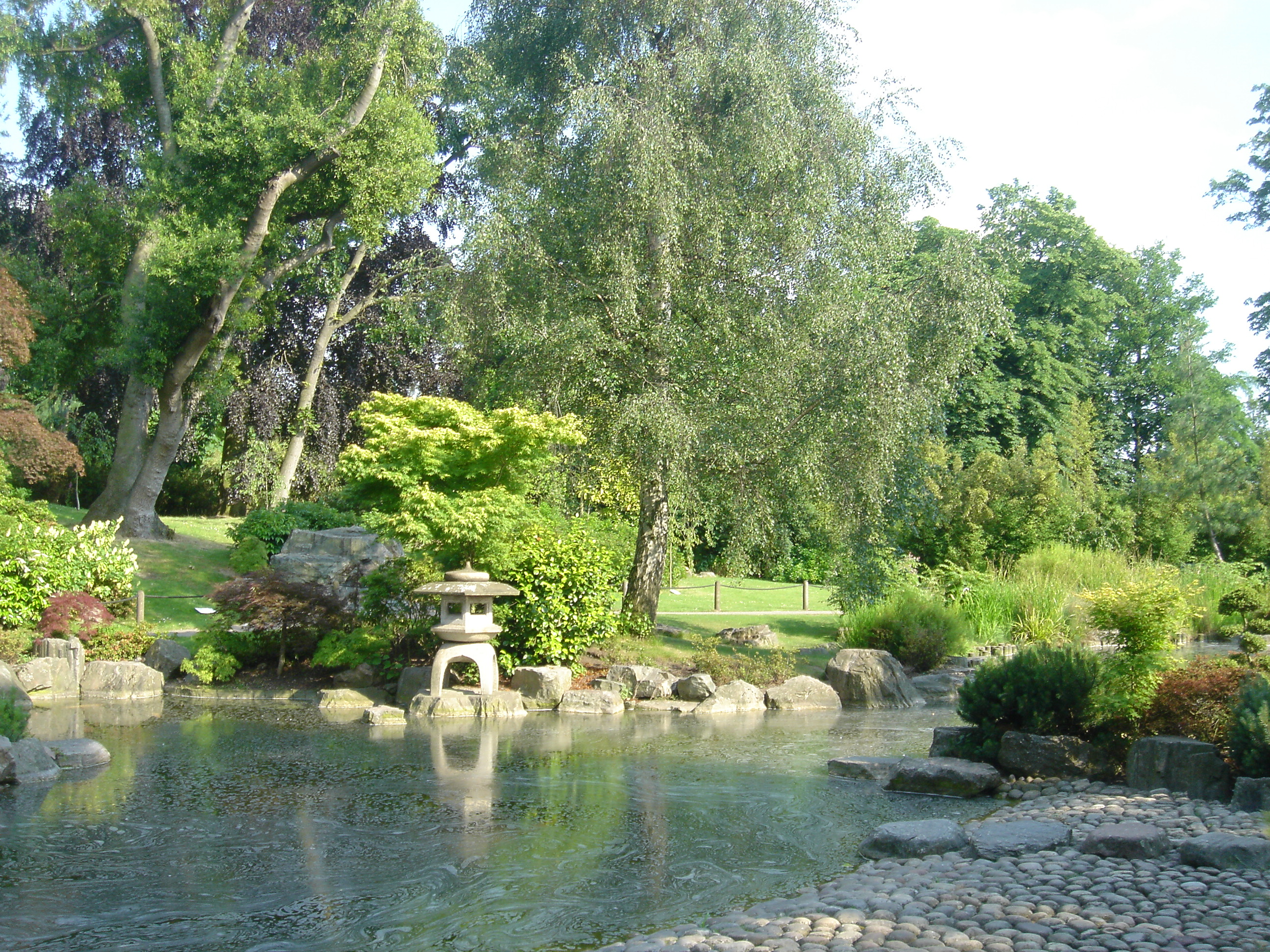
Kyoto Gardens.
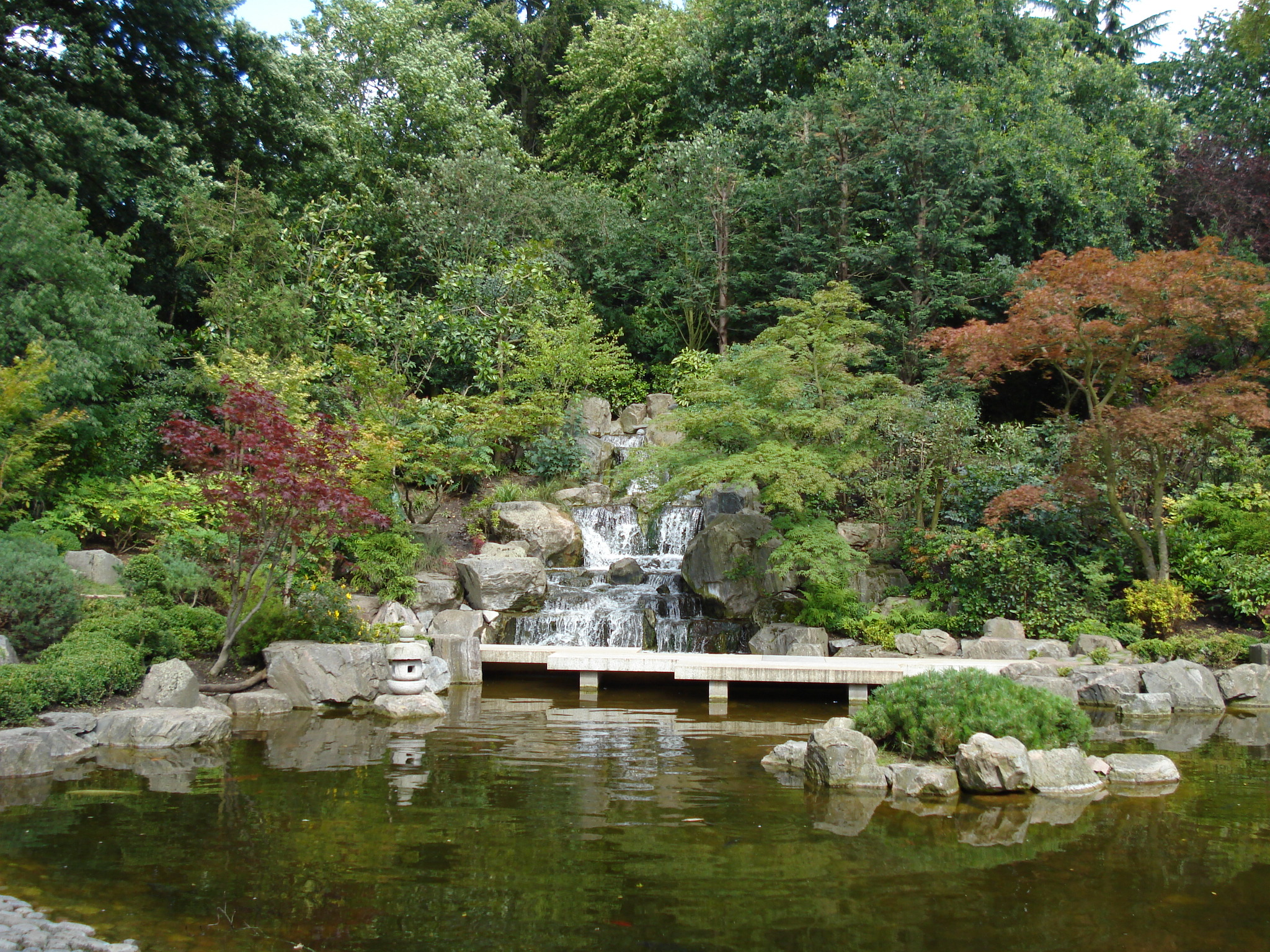
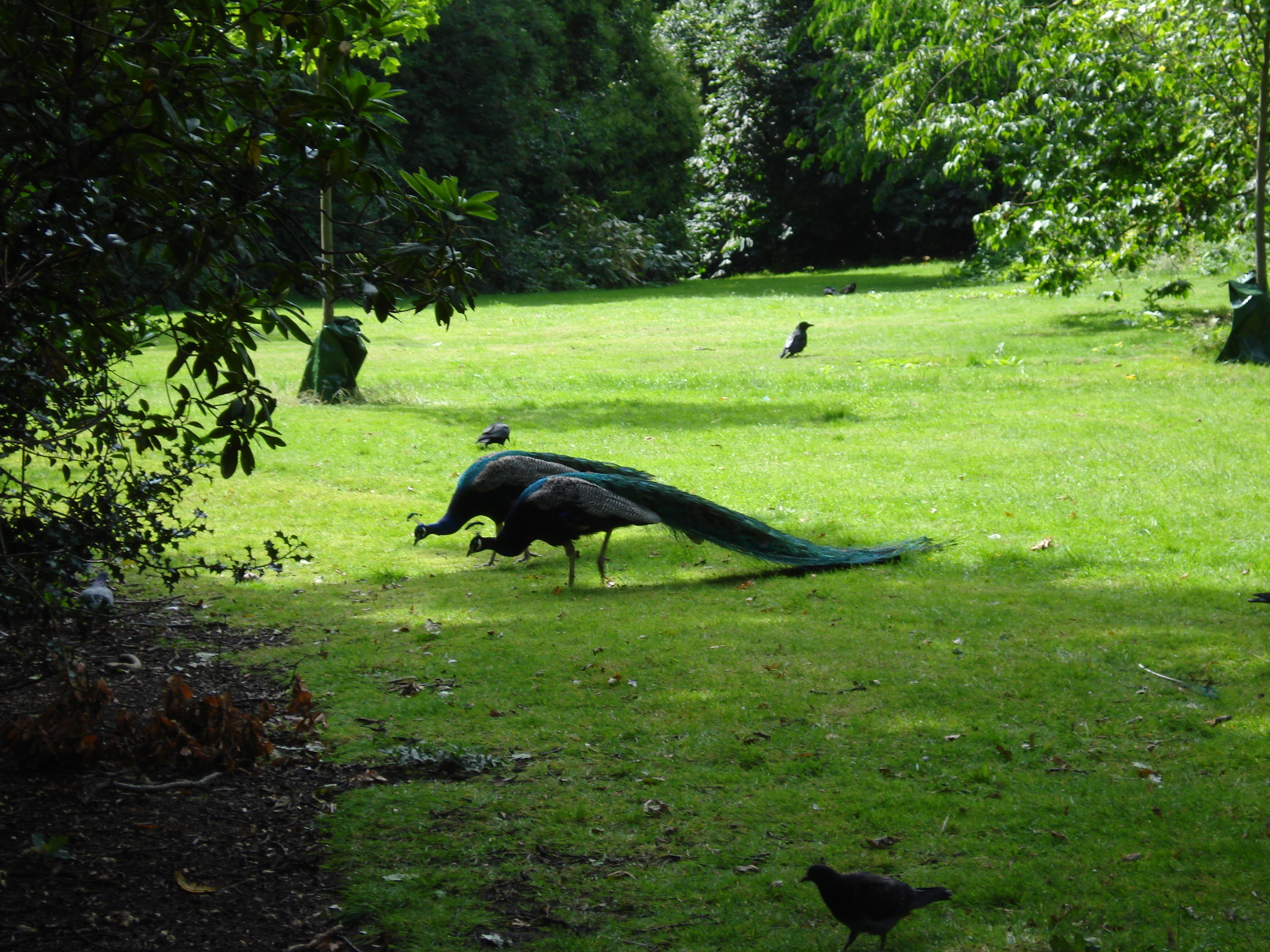
2 paons à Holland Park en 2007.
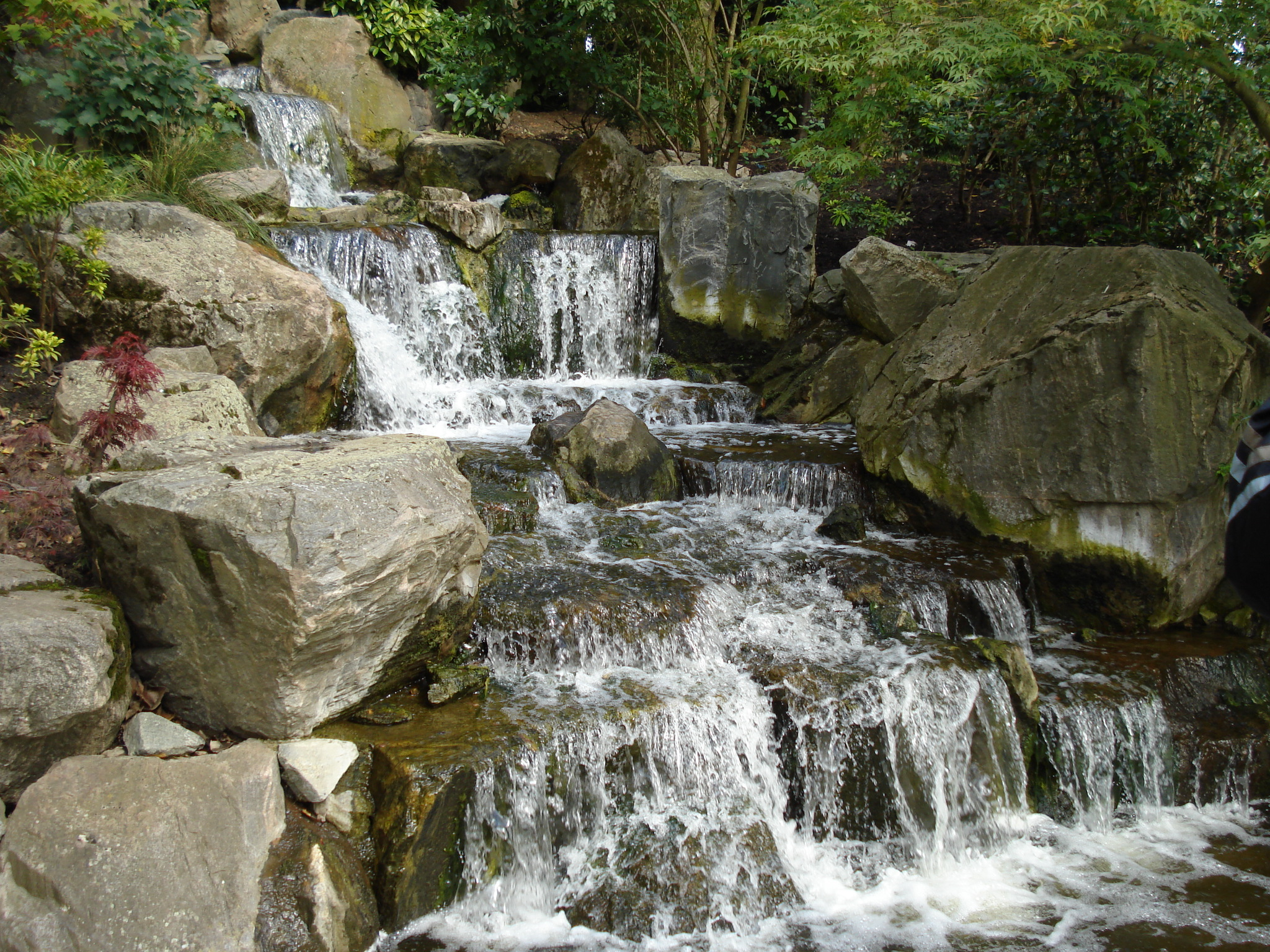

### Holland House
Aujourd'hui, Holland House abrite la résidence de l'Opera Holland Park (en). L’aile ouest a été transformée en auberge de jeunesse.

## Holland Park, la rue
La rue Holland Park a la particularité de se présenter sous la forme inhabituelle de trois sections distinctes, dont Holland Park Mews. 
C’est en 1859 que l’architecte et entrepreneur Francis Radford (1821-1900) commence à construire les villas de la rue, aujourd’hui classées grade II. Le n° 88, par exemple, a été construit en 1862. Dans chaque villa vivent alors en moyenne 13 personnes, dont la moitié sont des domestiques. 
Au fil du temps, les villas sont découpées en appartements.
On trouve dans la rue les ambassades de Grèce, Ouzbékistan et Ukraine.
La rue Holland Park forme aujourd’hui l'une des zones résidentielles les plus chères de Londres et, sans doute, du monde. Les appartements y sont mis en vente à dix millions de livres sterling ou plus. Pour la villa entière, il faut compter cinq fois plus.

### Galerie

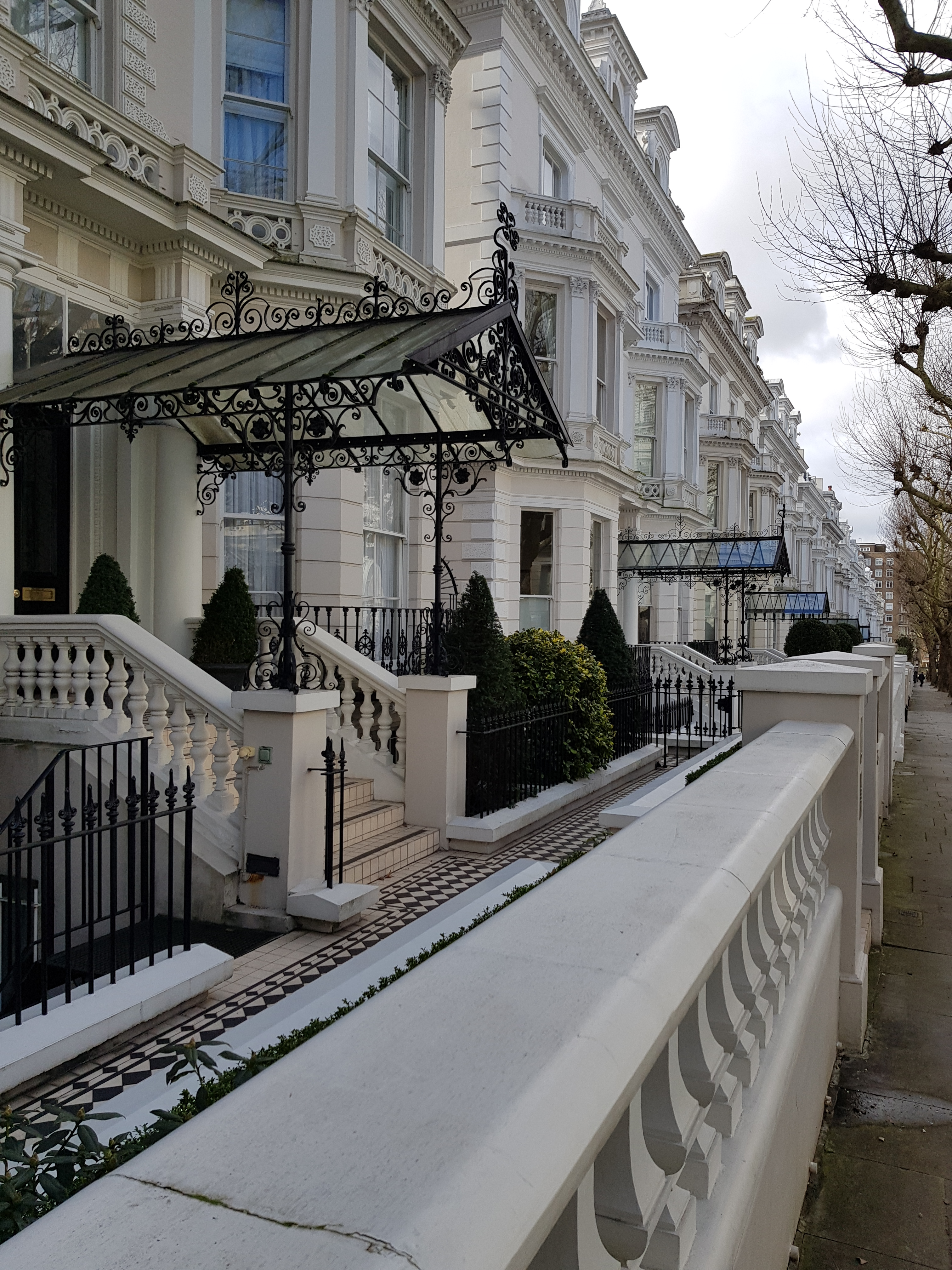
Holland Park en 2019.
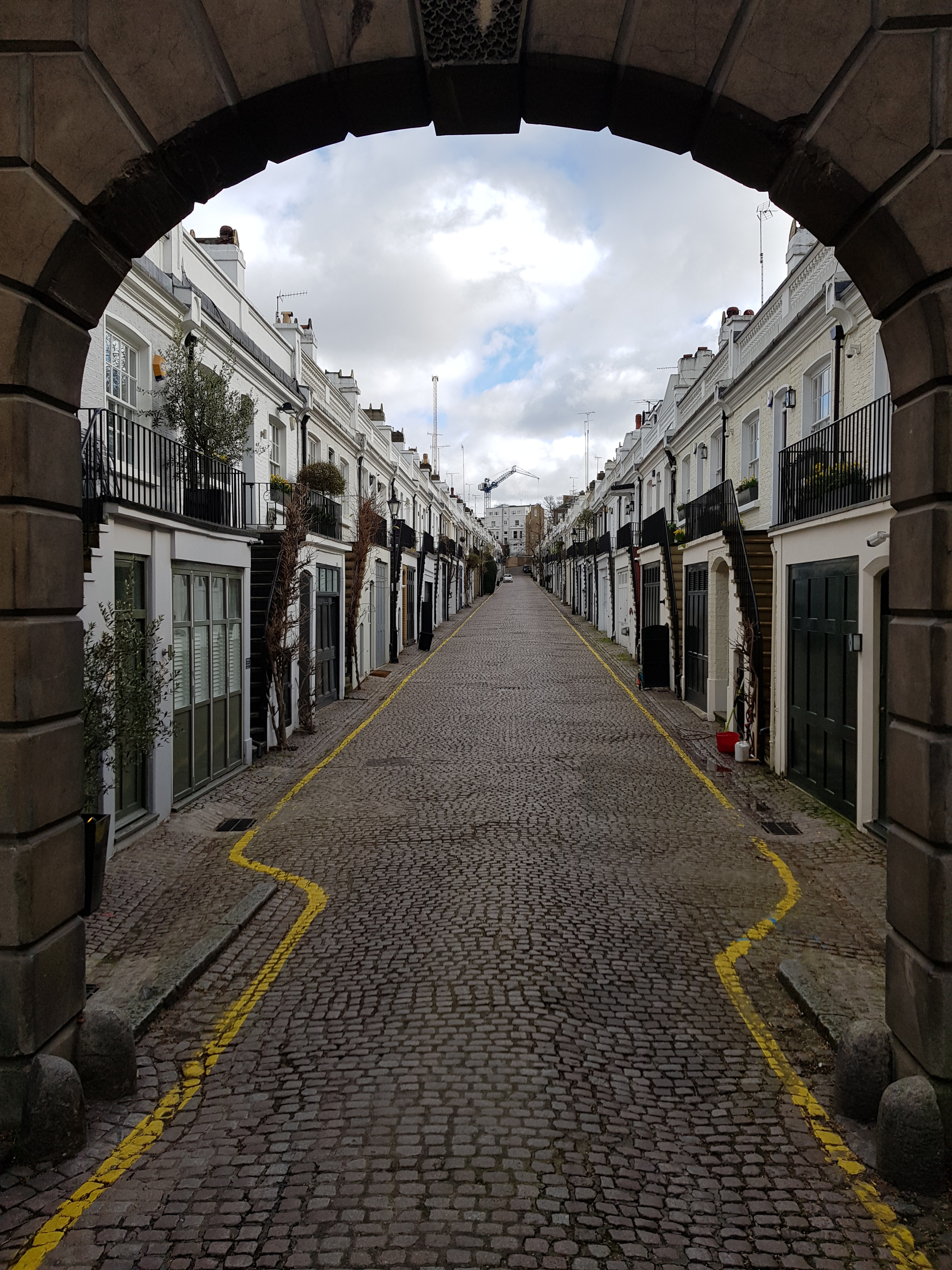
Les mews d’Holland Park.
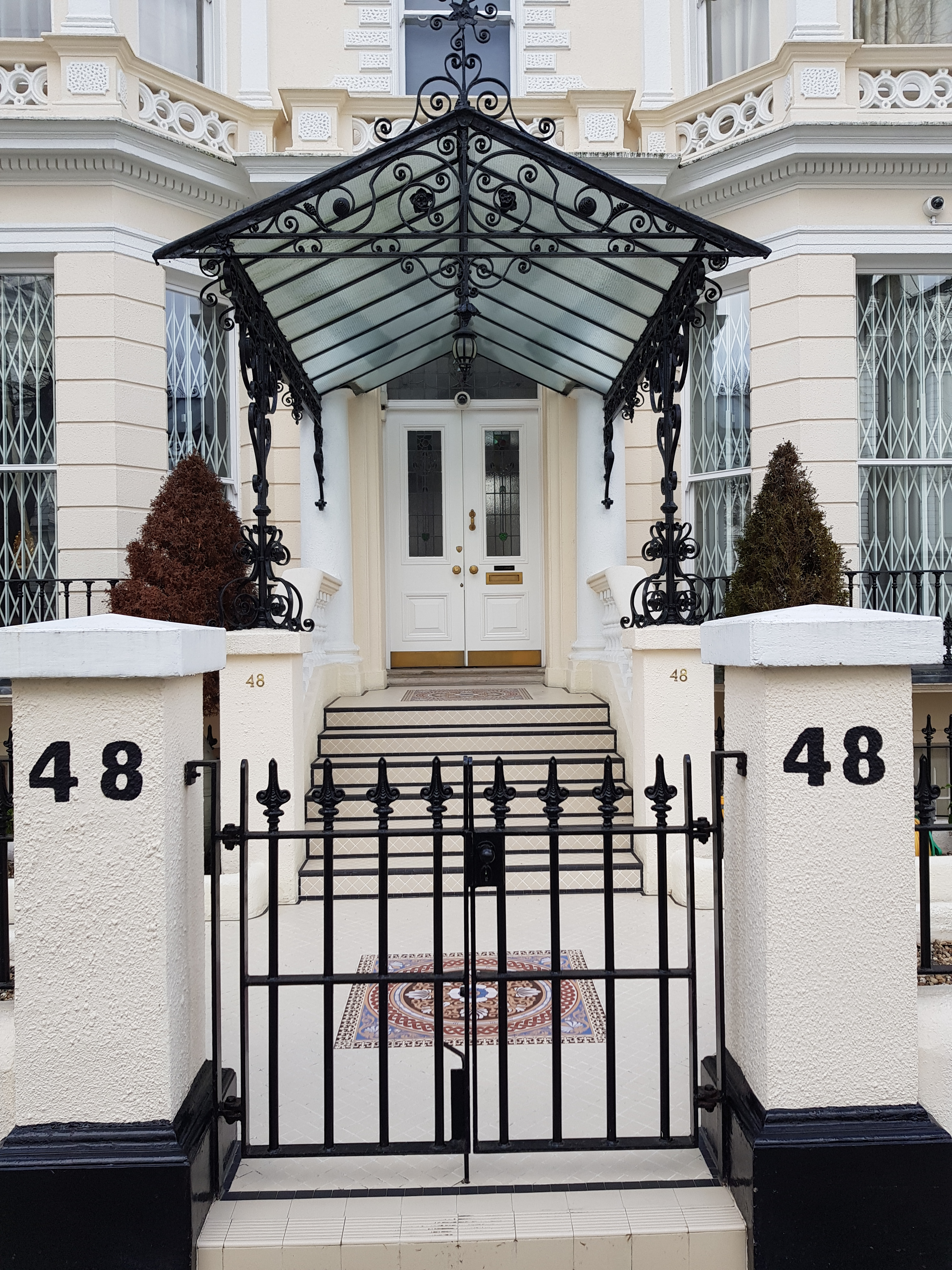
Entrée du 48 Holland Park (villa de 1862[7]).

## Holland Park, le quartier
Le quartier, qui englobe le parc et la rue, est délimité au nord par Holland Park Avenue, à l’ouest par Holland Road, au sud par Kensington High Street et à l’est par Kensington Church Street. Il n'a pas d'existence administrative.
Plusieurs maisons du quartier sont classées grade II, telles la Tower House ou les villas de la rue Holland Park. 
Les résidents sont fortunés mais aussi, parfois, célèbres, tels le footballeur David Beckham, le chanteur Robbie Williams, le producteur Simon Cowell, le chanteur Elton John, le guitariste Jimmy Page et d’autres.
En 1991, la romancière P.D. James (1920-2014), reine du polar, entre à la Chambre des lords et prend le titre de baronne de Holland Park.